# أم التين
أم التين (أم تويني) هي قرية سورية في محافظة حمص تتبع إدارياً لمنطقة المخرم الفوقاني. يبلغ تعدادها السكاني 1352 نسمة (حسب إحصاء مكتب الإدارة المركزية بحمص عام 2015)
تحدها من الشمال مدينة المخرم الفوقاني، ومن الشرق قرية أم جباب، ومن الجنوب قرية تل أغر , ومن الغرب قرية أم العمد ..
مساحة القرية مع الأراضي الزراعية حوالي 50 كم مربع ..
تحوي على مدرسة ابتدائية , عيادة طبيب ، جمعية فلاحية، صيدلية، متاجر صغيرة. يعمل سكان أم التين بزراعة الزيتون واللوز والكرمة (العنب) و يعتمدون على محاصيل هذه الزراعات في دخلهم السنوي.